# Oretania
La Oretania fue una región y cultura ibera, que en época posterior, en el siglo vii a. C. presenta influjos celtíberos reflejados en los restos de cerámica que llegaría hasta ellos fruto del comercio con esta región, que abarcaba la parte suboriental de la Meseta —en torno a las ciudades actuales de Montiel, Valdepeñas y Almagro— y la zona oriental de Sierra Morena —en torno a las ciudades actuales de Linares, Úbeda, Baeza y La Carolina—. La región comprendería la mitad meridional de la provincia de Ciudad Real, la parte centro-septentrional de la provincia de Jaén, y la región occidental de la provincia de Albacete.
Los enclaves prerromanos oretanos eran fortalezas de colina —oppidum, en la práctica auténticas ciudades-estado, que debían organizarse en confederaciones en momentos de crisis a un rey superior. Aparece mencionada en distintas fuentes clásicas —Estrabón, Polibio y Ptolomeo—; narrando la fuerte resistencia de los oretanos contra los cartagineses Amílcar Barca y Asdrubal el Bello; hasta que Aníbal Barca logró casarse con la princesa Himilce y unir la Oretania a sus posesiones. 
En la región septentrional, la Oretania germana, tenían como capital a Oretum u Oretum Germanorum (Granátula de Calatrava) que da nombre a toda la región oretana y como ciudad populosa —el Cerro de las Cabezas (Valdepeñas)—, cuyos habitantes suponían el 1 % de la población de toda la península ibérica. También destacaban: Gemella Germanorum (Almagro), Larcurris (Alarcos) perteneciente al término municipal de Ciudad Real, así como Mentesa Oretana (Villanueva de la Fuente) como los núcleos urbanos más importantes.
Orissia —actual término de Vilches— era la ciudad principal de la parte meridional, que dio nombre al pueblo orissio, hasta que fue exterminada por los romanos (90 a. C.). Vilches y el Puente de Vadollano, —situado dentro de los puentes romanos mejor conservados— cobraron gran importancia al tratarse parte de la Vía Hercúlea, este puente unía Lucentum (Alicante) y Cartago Nova (Cartagena) con la región de Oretania. Después, la capital de la región fue Cástulo (Linares), y otras ciudades importantes eran Tucci (Martos), Helinga (Arquillos), Toya (Peal de Becerro), Ipolca (Porcuna), Iliturgi, (Mengíbar), Iltiraka (Úbeda), Orongi (Jaén)… Destaca la riqueza minera de la zona, que estimuló el comercio con los fenicios y los cartagineses. Posteriormente se convirtió en uno de los centros de aprovisionamiento de Roma, a las que proporcionaba minerales y aceite. La zona estuvo poco romanizada, pero se potenció como en ningún otro lugar de Hispania la creación y el mantenimiento de vías de comunicación con el fin de favorecer la salida de sus productos.